# Les Mutants (série télévisée)
Les Mutants est une série télévisée jeunesse québécoise en 95 épisodes de 24 minutes produite par Téléfiction et diffusée du 24 août 2020 au 5 novembre 2021 à Télé-Québec,.

## Synopsis
Les Mutants, c'est l'histoire peu commune de deux frères, Léo et Tom, parachutés chez leur grand-père Zoubi. C'est aussi l'histoire d'une amitié qui grandit entre Léo, Zoé et Marcus, qui vivent dans le même quartier. Mobilisés par une grande détermination, les trois amis s'imposent l'ambitieux défi de sauver une famille hors de l'ordinaire - c'est le moins qu'on puisse dire - et en pleine mutation. Mais qu'est-il donc arrivé à cette famille ?

## Distribution
- Mathéo Piccinin-Savard - Léo
- Philippe Scrive - Tom
- Alfred Poirier - Marcus
- Rémy Girard - Zoubi
- Vivi-Anne Riel - Zoé
- Jade Brind’Amour - Nicky
- Laura Compan - Laurence
- Jean-François Beaupré - Agent Paquet
- Philippe Vanasse Paquet - Alex
- Zachary Evrard - Stef
- Marilyse Bourke - Lucie
- Aurélia Arandi-Longpré - Lila
- Salomé Corbo - Julianne
- Elkahna Talbi - Dahlia

### Saison 1
- Renaud Labelle - Kevin
- Frédérike Ambroise Laplante - Caissière
- Olivier Carignan - Employé magasin général
- Nina Duval - Linda
- Carmen Sylvestre - Secrétaire du SPNL
- Antoine Vézina - Agent Légaré

### Saison 2
- Mustapha Aramis - Psychologue
- Vincent Bolduc - Guy Jean
- Audrey Roger - Julie Paquet
- Bobby Beshro - Bertrand Marcoux
- Cynthia Trudel - Allegra Joseph
- Marie-Hélène Thibault - Marie
- Béatrice Picard - Madame Lavaltrie

## Production
Le tournage de la saison 1 devait se dérouler du 29 juin à la fin novembre 2019. Il s'est finalement terminé à l'été 2020 en raison de la COVID-19 et a inclus 91 jours à l'extérieur, dont lors de périodes de canicule, de froid extrême ou de pluie.
Stéphan Tessier a conçu des prothèses pour différents personnages de la série. Les séances de maquillage pour ces personnages duraient environ 45 minutes.
Les jeunes comédiens devaient parfois tourner deux ou trois jours par semaine, ce qui leur faisait manquer l'école. Heureusement, un tuteur était disponible sur place afin qu'ils puissent réussir leurs cours.
Le tournage de la saison 2 a quant à lui débuté en septembre 2020.

## Fiche technique
- Format : DVC Pro, Couleurs

### Équipe de production
- Équipe de conception : Annie Langlois et Maryse Joncas, en collaboration avec Lucie Veillet
- Auteure-coordonnatrice : Annie Langlois
- Scénario et dialogues : Annie Langlois, Robin Balzano, Marc-Antoine Cyr, Martin Doyon, Marie-Frédérique Laberge-Milot, Louis-Charles Sylvestre
- Script-éditrices : Maryse Joncas, Nathalie Bourdelais, Annik Alder
- Coordonnatrice à l'écriture : Jessica Veillet Loblaw
- Directeur artistique : Marc Ricard
- Directeurs de la photographie : Jules Cloutier-Lacerte, Philippe St-Gelais
- Monteurs : Martin Gravel, Stéphanie Grégoire, Sylvain Parenteau
- Musique originale : Sébastien "Watty" Langlois
- Voix thème d'ouverture : Laurence Nerbonne
- Concepteur visuel de l'ouverture : Pierre Charland
- Directeur de production : Myriam Chauvet, Steve Généreux
- Premier assistant à la réalisation : Suzanne Corriveau, Harold Trépanier, Alexandra Pogorzelski
- Scripte : Maryse Paquette
- Assistant à la directrice de production : Maxime Normandeau
- Casting : Nathalie Boutrie
- Précepteur : Joël Dumoulin
- Chef accessoiriste : Marc Ricard
- Accessoiriste : Frédérique Carrier
- Techniciens aux décors : Jason Doyle, Paul-François Samson
- Régisseuse d'extérieurs : Claude-Andrée du Mesnil
- Concepteur prothèses et maquillages spéciaux : Stéphan Tessier
- Créatrice des costumes : Marilyne Garceau
- Habilleuse : Suzie Coutu
- Assistante habilleuse : Valérie Drolet
- Chef maquilleuse : Marie-France Guy
- Maquilleuse : Audrey Cousineau
- Chef coiffeuse : Véronique Blondeau, Audrey Cousineau
- Coiffeuse : Sophie Manzerolle, Christina Giannakopoulos
- Preneur de son : Sébastien Lauzon, Normand Lapierre
- Perchiste : Sacha-Olivier Auclair, Dominik Heizmann
- Cadreur : Jules Cloutier-Lacerte
- Chef éclairagiste : Charléli Simard, Youri Pelletier, Alexandre Lefebvre, Vincent Plourde-Lavoie, Maxime Latraverse, Adèle Foglia
- Chef machiniste : Patrice Arsenault, Étienne Dagenais, Adèle Foglia
- Assistants de production plateau : Chloé Homont, Thomas Berthelet
- Stagiaire : Camille Chamberland
- Fournisseur équipement vidéo : Grande Caméra
- Directrice de postproduction : Annabelle Montpetit
- Coloriste / monteur de finition : Jean-François Robichaud
- Postproduction vidéo : PMT
- Chargé de projet PMT : Matthieu Gass
- Assistants monteurs : Frédéric Ouellet, Valérie Précourt, Marie-Ève Vignola, Émilie Lemieux, Guillaume Rouzic, Marie-Océane Collignon
- Postproduction sonore : Karisma
- Monteur sonore et mixeur : Benoit Gauvin
- Réalisateurs : François Bégin, Yann Tanguay, Stéphane Lapointe, Pierre Théorêt, Eza Paventi
- Réalisateur au développement : François Bégin
- Producteurs délégués : Chantal Jourdenais, Steve Généreux
- Producteur exécutif : Claude Veillet
- Productrices : Lucie Veillet, Martine Quinty
- Société de production : Téléfiction

## Épisodes

### Première saison (2020)
La première saison de cinquante épisodes a été diffusée du lundi au vendredi, du 24 août au 30 octobre 2020.
1. La Rencontre
2. Vu de mes yeux
3. Le Rendez-vous
4. Fausse alerte !
5. La Trahison
6. Lila
7. La Balade de Paquet
8. Culpabilité
9. Danger collet !
10. La Fugue
11. Dans la tanière du loup
12. L'Affaire Zoé
13. Le Bal costumé
14. Retour au bercail
15. Une dernière nuit normale
16. Permis de chasse
17. L'Épidémie
18. S'apprivoiser
19. Les Preuves
20. Le Pacte
21. Grange Zéro
22. Les Amours de Stef
23. Ça va chauffer
24. Aux voleurs !
25. Vengeance ou pardon ?
26. Le Mystérieux rôdeur
27. Zoé et l'infirmière
28. Sasquatch
29. Crimes et châtiment
30. La Chasse au mutant
31. L'Invité
32. En sécurité
33. Sauver Nicky
34. Fausse accusation
35. Criminel identifié
36. Lila sous influence
37. 80% mental
38. Comme une lettre à la poste
39. Point de non-retour
40. Le Piège
41. Intrusion
42. La Boîte mystère
43. Les Fantômutants
44. Le Mystère Marcoux
45. Bonne fête Zoubi
46. Sous haute surveillance
47. Le Cycle de la vie
48. Compromettante preuve
49. Cœurs brisés
50. La Source des mutations

### Deuxième saison (2021)
La deuxième saison, composée de 45 épisodes, a été diffusée du 6 septembre au 5 novembre 2021.
1. Mange tes légumes si tu veux devenir…
2. L'espion qui n'en savait pas assez
3. Mutations et infrarouge
4. L'urne et les valises
5. Tic-Toc
6. Dossiers confidentiels
7. Au grand jour
8. La taupe
9. Chouchous
10. Fin du jeu
11. Une chambre pour deux
12. Épicerie privée
13. Filature Marcus
14. Aude Javelle
15. Bon congé à NDL
16. Le foin dans une botte d'aiguilles
17. Tout va bien
18. Le retour de Bertrand
19. Au secours de Lila
20. Bonjour docteur
21. Les fugitifs
22. Redémarrage
23. Tu brûles
24. Chapeau, Zoé!
25. La fuite
26. N'y voir que du feu
27. Alex et le monstre
28. Passer ou ne pas passer le test?
29. Traquée
30. Le pot de colle
31. Une chance sur un million
32. Ce qu'il y a de mieux
33. La trouille de Zoubi
34. Le collier
35. La chasse au trésor
36. Le tout pour le tout
37. Traitements chocs
38. Camping sauvage
39. La forme des nuages
40. Téléphone maison
41. L'antidote
42. Léo dit tout… ou presque !
43. La libération
44. Zoubi enquête
45. Tel que je suis

## Jeux
Deux jeux en ligne ont été créés par Téléfiction et Les Affranchis afin d'accompagner la série et sont disponibles sur la plateforme SQUAT de Télé-Québec. Les mutants: le nouveau clan accompagne la première saison (disponible à partir d'août 2020) alors que Les mutants mènent l'enquête accompagne la deuxième (disponible à partir du 6 septembre 2021).
Les mutants: le nouveau clan entraîne le joueur sur une quête pour secourir Nicky tout en évitant des animaux sauvages. Léo, Zoé et Marcus, personnages principaux de la série, sont là pour guider le joueur.
Les mutants mènent l'enquête propose de se glisser dans la peau de jeunes mutants afin de découvrir l'origine des mutations et potentiellement un moyen de les guérir grâce à l'aide de personnages de la série (Léo, Marcus, Zoé, Nicky et Lila).

## Nominations
Les Mutants a récolté six nominations aux 36es Prix Gémeaux pour sa première saison: 
- Meilleure émission ou série jeunesse fiction : 12 ans et moins
- Meilleure réalisation jeunesse : fiction (François Bégin)
- Meilleur premier rôle féminin : jeunesse (Aurélia Arandi-Longpré)
- Meilleure composante numérique pour une émission ou série : jeunesse (Les mutants: Le nouveau clan)
- Meilleur premier rôle masculin : jeunesse (Mathéo Piccinin-Savard)
- Meilleurs maquillages et coiffures : fiction (Véronique Blondeau, Marie-France Guy, Stéphane Tessier)